# کریستین-ژاک
کریستین-ژاک (فرانسوی: Christian-Jaque‎؛ ۴ سپتامبر ۱۹۰۴ – ۸ ژوئیهٔ ۱۹۹۴) یک کارگردان اهل فرانسه بود. وی بین سال‌های ۱۹۳۸ تا ۱۹۶۸ میلادی فعالیت می‌کرد.
وی همچنین برنده جوایزی همچون لژیون دونور (شوالیه) شده است.

## فیلم‌شناسی
- بازی کثیف
- لاله سیاه
- مادام دو باری
- مادام